# Cranc Cruixent
El Cranc Cruixent (en anglès i originàriament: «Krusty Krab»), més rarament anomenat Crustaci Cruixent o Krustaci Kruixent, és un restaurant de menjar ràpid fictici que apareix a la sèrie d'animació Bob Esponja.

## A la sèrie
Fundat per Eugene Cranc, està situat a la vila de Baixos de Bikini i és conegut per la cranquiburguesa, el producte propi principal, reconegut per la seva fórmula secreta. L'episodi «Krusty Krab Training Video» explica que el Cranc Cruixent va néixer quan el Sr. Cranc comprà una residència d'ancians anomenada «Rusty Krab» («cranc rovellat»), i després hi afegí la lletra K. És un dels restaurants més exitosos de la ciutat, generalment obert de 9 a 18 hores. Els únics empleats en són Bob Esponja Calçacurta (cuiner) i Balamar Tentacles (caixer), que sovint són explotats pel Sr. Cranc. A l'altra banda del carrer hi ha la Galleda Amiga, un restaurant fracassat gestionat per Plankton, enemic del Sr. Cranc, qui sovint intenta robar la fórmula de la cranquiburguesa.
El Cranc Cruixent apareix per primera vegada a l'episodi primer de la sèrie, «Help Wanted», en què Bob Esponja aconsegueix la feina de cuiner. El format del restaurant canvia sovint a la sèrie, per exemple, a aquell d'un hotel o d'un restaurant nocturn, i fins i tot acaba totalment destruït diverses vegades. El restaurant apareix a la majoria dels episodis.

## Creació

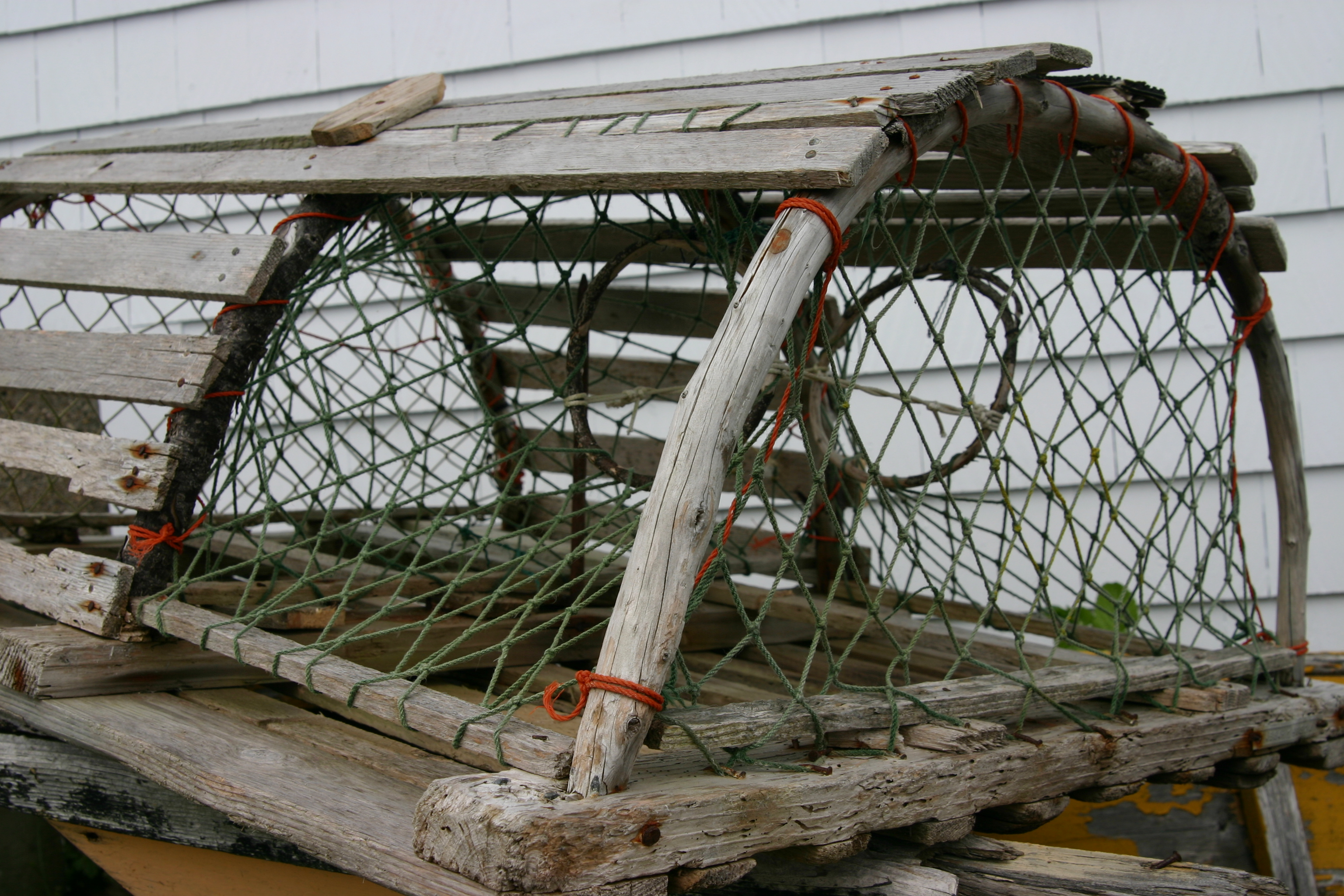
Un parany per a llagostes, en què es va inspirar el disseny del restaurant.

Stephen Hillenburg creà el Cranc Cruixent inspirat per la seva experiència adolescent, quan treballava com a cuiner els estius. El disseny es basa en la forma de les trampes per a llagostes.

## Llegat
L'any 2014, una recreació del restaurant no oficial es construí a Ramal·lah, Palestina, que atragué l'atenció de molts usuaris d'Internet.
El 2016, Viacom presentà una demanda contra IJR Capital Investments, que volia obrir restaurants als Estats Units amb el nom de «The Krusty Krab» perquè Viacom no tenia els drets del nom registrats. Tot i això, un jurat de Texas donà la raó a Viacom perquè considerava que es podia generar confusió que IJR havia obtingut una llicència de Viacom per utilitzar el nom.
A la Comic-Con de San Diego del 2019, Nickelodeon creà una recreació del Cranc Cruixent que incloïa un petit joc en què els participants havien de completar les comandes en un temps limitat.
A més de la sèrie, el restaurant és una ubicació assenyalada en altres obres relacionades, com ara llibres (Vota en Bob Esponja) i videojocs (SpongeBob SquarePants: Creature from the Krusty Krab, SpongeBob SquarePants: Lights, Camera, Pants! i la sèrie Nickelodeon Super Brawl).